# يوري كورنينين
يوري كورنينين مواليد 14 يونيو 1954 في أوريخوفو-زويفو، جمهورية روسيا الاتحادية الاشتراكية السوفيتية - الوفاة 30 يوليو 2009 في مينسك، هو لاعب كرة قدم ومدرب كرة قدم بيلاروسي.

## روابط خارجية
- يوري كورنينين على موقع قاعدة بيانات كرة القدم.إي يو (الإنجليزية)
- يوري كورنينين على موقع عالم كرة القدم.نت (الإنجليزية)